# Megaco

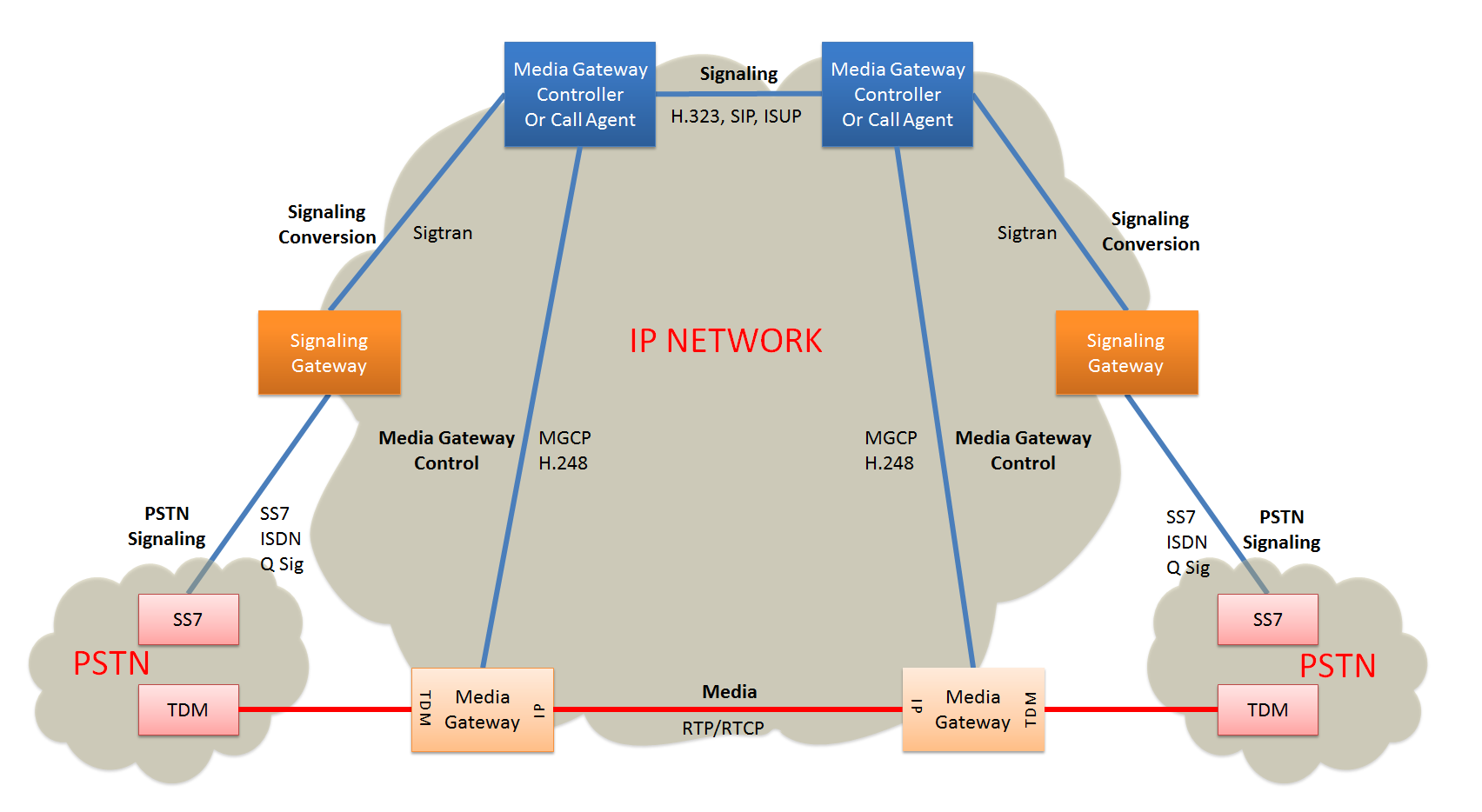
MEGACO (MEdia GAteway Controller) Contrôleur de passerelle multimédia – Coordonne la configuration, la gestion et la terminaison des flux multimédias au niveau de la passerelle multimédia.

MEGACO est un groupe de travail constitué en 1998 pour compléter les travaux sur le protocole MGCP au sein de l’IETF. Depuis 1999, l’UIT-T et l’IETF travaillent conjointement sur le développement du protocole MEGACO/H.248. 
Il est dérivé de MGCP et possède des améliorations par rapport à celui-ci :
- Support de services multimédia et de vidéoconférence
- Possibilité d’utiliser UDP ou TCP
- Utilise le codage en mode texte ou binaire

Une première version de H.248 a été adoptée en juin 2000 (RFC 3015 de l’IETF), remplacée par une seconde version en 2003 (RFC 3525), reclassifiée en 2008 (RFC 5125). L’implémentation de H.248 permet une grande modularité ; en effet, ce protocole est étendu par des « packages » répondant à des besoins spécifiques. Ce système permet de couvrir un nombre très important d’applications, mais complique aussi grandement les interconnexions d’équipements d’origine différente. Ainsi un constructeur peut implémenter, suivant ses besoins, tel ou tel « package » qui ne sera pas obligatoirement choisi par un autre constructeur.
Le protocole MEGACO/H.248 a été choisi, par le 3GPP, pour les réseaux mobiles UMTS, pour le contrôle des Media Gateways.

## Description
Megaco permet la communication entre un Media Gateway et un Media Gateway Controler.